# Hannes Stekl
Hannes Stekl (* 1944 in Wien) ist ein österreichischer Historiker.
Nach der Promotion zum Dr. phil. an der Universität Wien (Grundlagen, Formen und Ausdruck adeligen Lebensstils im Vormärz. Zur Geschichte der Fürstenhäuser Liechtenstein und Schwarzenberg) 1969 und Habilitation (Österreichs Zucht- und Arbeitshäuser 1671–1920. Institutionen zwischen Fürsorge und Strafvollzug) ebenda 1978 wurde er dort Professor für Sozial- und Wirtschaftsgeschichte der Neuzeit am Institut für Wirtschafts- und Sozialgeschichte. Er wurde 2003 pensioniert. Er veröffentlichte 1973 eine Studie zur Geschichte der Fürstenhäuser Liechtenstein und Schwarzenberg. Gegenstand seiner Forschungen waren auch die Unterschichten und das Bürgertum im Prozess der Auflösung ständischer Strukturen.

## Schriften (Auswahl)
- Österreichs Aristokratie im Vormärz. Herrschaftsstil und Lebensformen der Fürstenhäuser Liechtenstein und Schwarzenberg. München 1973, ISBN 3-486-47631-9.
- Österreichs Zucht- und Arbeitshäuser 1671–1920. Institutionen zwischen Fürsorge und Strafvollzug. Wien 1978, ISBN 3-486-49051-6.
- mit Marija Wakounig: Windisch-Graetz. Ein Fürstenhaus im 19. und 20. Jahrhundert. Wien 1992, ISBN 3-205-05468-7.
- als Herausgeber: „Höhere Töchter“ und „Söhne aus gutem Haus“. Bürgerliche Jugend in Monarchie und Republik. Wien 1999, ISBN 3-205-99059-5.